# Craton
Pour les articles homonymes, voir Craton (homonymie).
- Bouclier
- Plateforme
- Orogène
- Bassin structural
- Province magmatique
- Bassins sédimentaires continentaux

- 0–20 Ma
- 20–65 Ma
- > 65 Ma

Un craton (du grec κράτος, kratos : force), appelé aussi aire continentale, est une vaste portion stable du domaine continental par opposition aux zones instables déformées (les orogènes). Il forme un élément de lithosphère continentale possédant une identité géologique, notamment en termes de nature des roches et de structuration des unités géologiques qui le composent. Un craton est composé d'une partie crustale de nature continentale, encore appelée croûte cratonique, et d'une partie dite lithosphérique, de nature mantellique.

## Description

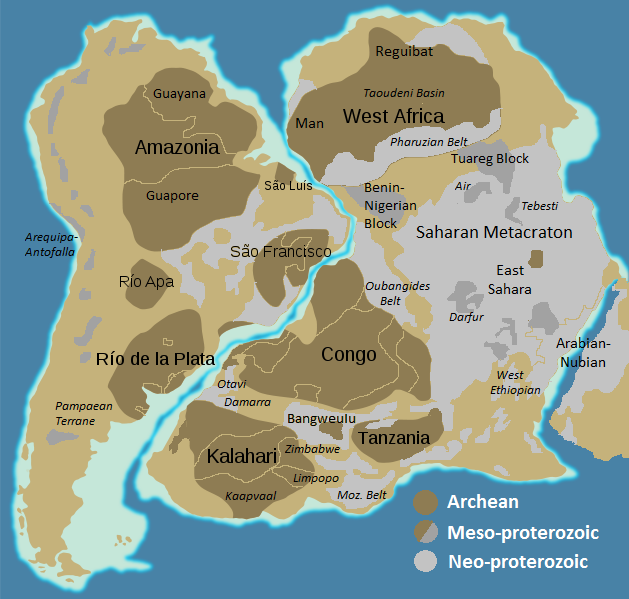
Carte montrant les cratons (brun foncé) de l'Amérique du Sud et de l'Afrique, qui formaient l'ancien continent du Gondwana occidental.

Une illustration de la « valse des continents ».

Du point de vue des matériaux constitutifs, la partie supérieure de la croûte cratonique est formée en grande majorité de roches plutoniques de la famille des granitoïdes, comme le granite, ainsi que dans une moindre mesure de roches métamorphiques à haut degré, comme des gneiss. Ces granitoïdes sont organisés en plutons regroupés au sein de batholites ou en massifs granitiques aux limites plus floues. Quant aux roches métamorphiques, elles s'organisent souvent en bandes plus étroites, traces d'anciens orogènes totalement érodés. La croûte cratonique supérieure est parfois directement à l'affleurement. La partie inférieure de cette croûte cratonique est comme souvent ailleurs en zone continentale de nature plus granulitique.
Les cratons sont aussi caractérisés par d'autres propriétés géologiques et géomorphologiques : un âge ancien, en pratique au moins 500 millions d'années ; une dimension régionale à continentale, quelques centaines de kilomètres au minimum ; un relief faible, quelques centaines de mètres pour des distances hectokilométriques ; une épaisseur crustale caractéristique de l'ordre de 35 à 40 km, épaisseur de relatif équilibre isostatique ; une rigidité (car armé par le métamorphisme et les montées plutoniques) expliquant qu'ils ne peuvent plus se déformer de manière souple (ils subissent les contraintes en se gauchissant, en se cassant selon des failles inverses ou encore, lors des étirements distensifs, en se fracturant).
Sous la croûte cratonique, se trouve rattachée mécaniquement une section du manteau supérieur, dite lithosphérique. Cette lithosphère sous-cratonique peut remarquablement s'étendre jusqu'à une profondeur de 200 km, notamment au sein de la zone de stabilité du diamant.
On trouve en général les cratons en intérieur des zones continentales, dont les plus vieux en arment souvent le cœur et correspondant à des régions de plaines et de plateaux. Les cratons sont généralement formés de boucliers où affleurent des roches cambriennes essentiellement granito-gneissiques (roches qui ont subi une érosion sur des épaisseurs de roches de plusieurs milliers de mètres depuis leur exposition), et des plateformes où ces ensembles précambriens sont recouverts de séries sédimentaires subhorizontales peu ou pas déformées (couverture phanérozoïque de plusieurs kilomètres d'épaisseur de sédiments, essentiellement des dépôts marins paléozoïques, favorisés par des épirogenèses puis par une des successions pelliculaires du Mésozoïque). À l'intérieur de ces vieux cratons continentaux se forment des bassins sédimentaires régis par une subsidence dont l'origine est la plupart du temps tectonique (amincissement crustal) et/ou thermique, d'où les régions de croûte amincie à l'échelle du globe. Les cratons sont parfois traversés de fossés et de bassins intracratoniques. La conception ancienne d'un vaste bouclier pérenne pendant toute l'histoire des temps précambriens a été progressivement remplacée par celle de cratons multiples séparés par des ceintures orogéniques plissées qualifiées de ceintures mobiles. À la périphérie des vieux cratons, se sont en effet formées des ceintures linéaires anciennes (les vieux massifs y formant un socle arasé par une longue érosion et recouvert en discordance par des roches volcaniques et sédimentaires), et, encore plus à la périphérie, des ceintures plus jeunes, visibles sous forme de chaînes montagneuses. Le fait que chaque orogenèse suive la subduction d'un océan préexistant, suggère que chaque océan s'est mis en place dans l'axe de la ceinture orogénique la plus récente, au niveau d'une dorsale qui fait rejouer des anciennes failles (zones de faiblesse) liées à l'orogenèse. Cette disposition concentrique traduit le « ballet des continents » décrit par les cycles de Wilson,.

## Terminologie
Selon leur âge, les cratons sont parfois dénommés par des termes plus spécifiques :
- archons, composés de roches de l'Archéen, de plus de 2,5 milliards d'années ;
- protons, composés de roches du Protérozoïque ancien ou moyen, de plus de 1,6 milliard d'années ;
- tectons, composés de roches du Néoprotérozoïque, âgés d'entre 1,6 milliard et 800 millions d'années.

## Importance économique

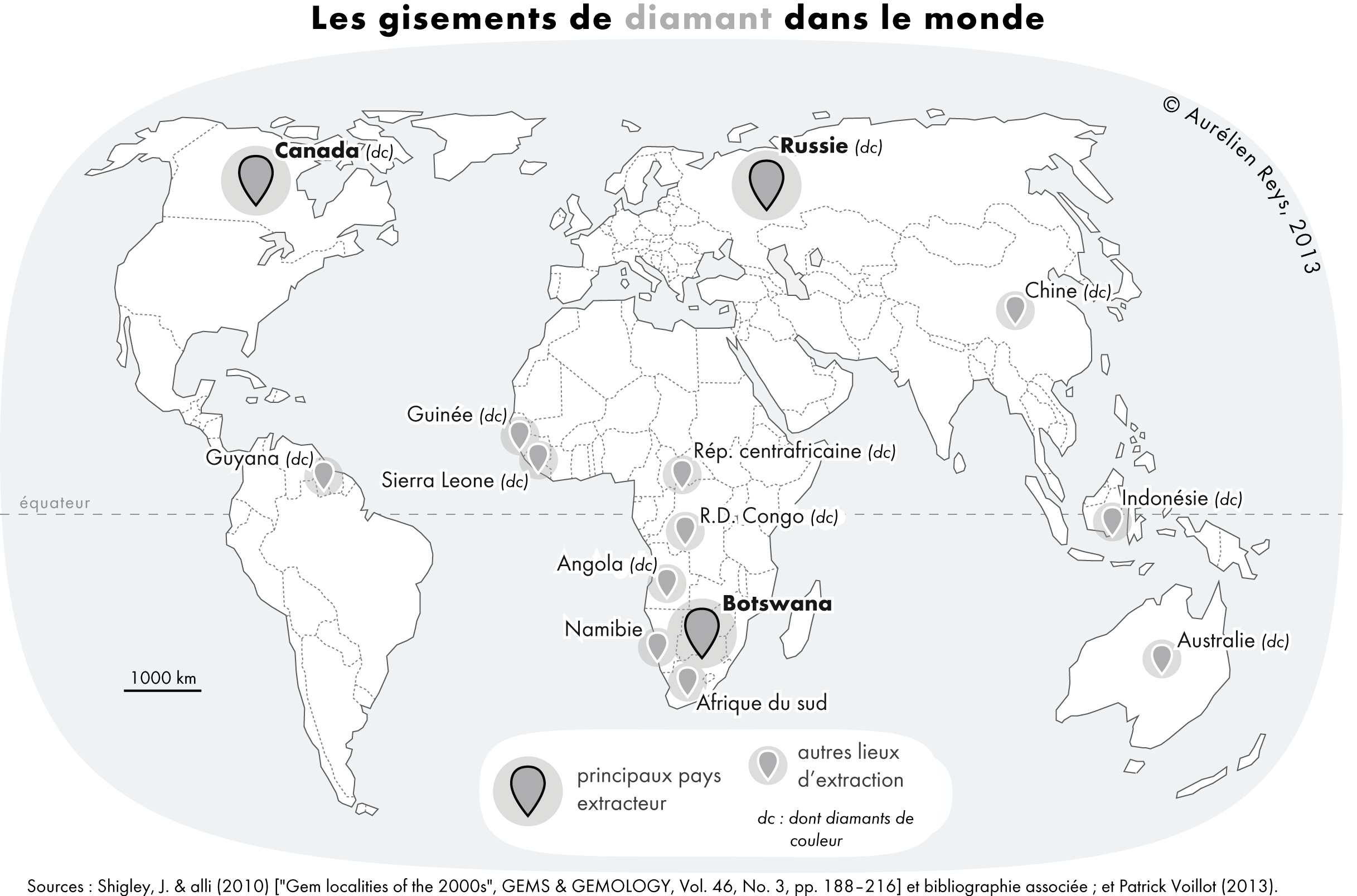
Les principaux gisements de diamants dans le monde se rencontrent dans les cratons d'âge Archéen ou leurs bordures mobiles (ceintures orogéniques datant du Protérozoïque inférieur).

Les cratons les plus anciens sont d'un grand intérêt pour les compagnies minières, en raison de leurs terrains qui hébergent d'importantes ressources minérales caractérisées par une certaine richesse en métaux et pierres précieuses tels que les rubis et les diamants. Des cratons sont encore découverts à ce jour par prospection géologique.
Cet enrichissement provient de la circulation dans le manteau de fluides supercritiques possédant de grandes capacités d'extraction d'éléments rares, particulièrement à l'Archéen, peut-être en lien avec un flux géothermique et un échange en éléments volatils supérieurs dans la lithosphère à cette époque. Ce processus est à l'origine d'un volcanisme important associé aux zones de subduction et une intense activité hydrothermale qui sont les principales sources d'extraction d'éléments traces. La lithosphère continentale a une épaisseur moyenne de 100 à 150 km, mais peut atteindre 200 à 250 km sous les cratons archéens. « Cette grande épaisseur serait associée à un refroidissement particulièrement efficace et/ou prolongé sous les vieux cratons. Ce manteau lithosphérique infra-cratonique ne participe donc plus à la convection mantellique générale depuis l'Archéen ». Les métaux et les pierres précieuses qui ne sont stables qu'à très forte pression, pression correspondant à cette profondeur cratonique, peuvent ainsi se concentrer dans ces domaines géologiques (cratons et leurs ceintures orogéniques qui sont le lieu de grandes discontinuités crustales induisant la migration de fluides minéralisateurs) qui résistent depuis des milliards d'années au recyclage de la croûte par la dynamique mantellique et qui préservent tous les caractères de la lithosphère,.

## Cratons spécifiques
Cratons possédant un nom, classés par continents :

### Australie
- Craton d'Altjawarra
- Craton central
- Craton de Curnamona (Australie du Sud)
- Craton de Gawler (centre de l'Australie du Sud)
- Craton de Pilbara (Australie Occidentale)
- Craton de Yilgarn (Australie Occidentale)

### Amériques
- Craton amazonien :
  - Bouclier guyanais

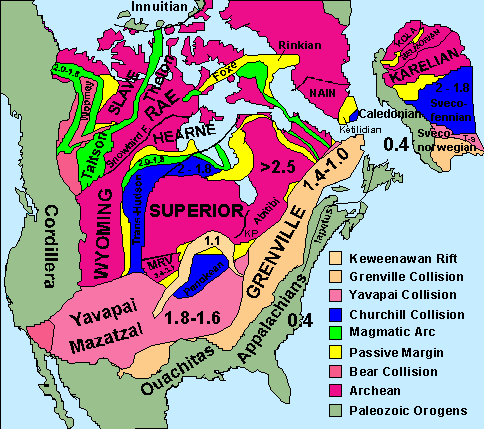
Cratons en Amérique du Nord.

  - Craton de Guaporé, appelé aussi craton du Brésil central
  - Craton de Río Apa
  - Craton de São Luís

- Bouclier Atlantique (en)
  - Craton de São Francisco
  - Craton de Rio de la Plata
  - Craton de Luis Alves

- Craton nord-américain :
  - Bouclier canadien
  - Craton du Lac des Esclaves (Nord-Ouest du Canada)
  - Craton supérieur (Canada)
  - Craton du Wyoming
  - Craton nord-atlantique (nord-ouest de l'Écosse, sud du Groenland (province de nain) et côte-est du Labrador)

### Afrique
Sur le continent africain, on distingue de nombreux cratons archéens et protérozoiques, :
- Craton d'Afrique de l'Ouest ou craton Ouest-Africain : Vaste ensemble archéen et protérozoique du sud du Maroc à la façade Maritime du Golfe de Guinée et l'Est de la Sierra Leone à l'Ouest du Nigeria, avec de nombreux noyaux archéens dont les principaux sont :
  - Dorsale ou Bouclier Reguibat (Sud du Maroc et Mauritanie)
  - Craton de Man (Sud-Est de la Guinée, Est de la Sierra Léone, Libéria, partie à l'Ouest de la Côte d'Ivoire)

- Craton du Hoggar aussi appelé Craton Touareg ou métacraton du Sahara (Sud de l'Algérie, Nord du Mali et du Niger)
- Carton Nilotique ou Craton Est-Saharien (Sud-Est de la Libye, Soudan, Tchad).

- Craton du Congo ou Craton Centrafricain. Vaste ensemble qui s'étend du Sud du Cameroun au Nord de l'Angola et de la façade Atlantique à l'Ouest jusqu'à l'Est du Congo (RDC). Plusieurs sous ensembles sont identifiés :
  - Bloc archéen Gabon-Cameroun au Nord
  - Craton archéen du Kasaï aussi appelé Angola-Kasaï est la partie sud
  - Bloc Bangweulu ou Bloc de Bangwelo (Zambie) est un ensemble d'âge protérozoïque rattaché au Craton du Congo.

- Craton de Tanzanie (Tanzanie, Sud-Ouest Kenya et Sud de l'Ouganda)

- Craton du Kalahari constitué de trois blocs majeurs (du Nord au Sud) :
  - Craton du Zimbabwe (Zimbabwe)
  - Zone ou Ceinture de Limpopo (Afrique du Sud)
  - Craton du Kaapvaal (Afrique du Sud)

- Craton de Madagascar

### Eurasie
- Craton est-européen :
  - Bouclier scandinave
  - Craton de Karélie (Finlande)
  - Craton de Sarmatie (Ukraine)
  - Craton Volga-Oural (Russie)

- Microcraton de Midland (Angleterre et Pays de Galles)
- Craton sibérien
- Craton de Chine orientale
- Craton de Chine septentrionale
- Craton sino-coréen (nord de la Chine)
- Craton de Tarim (Chine)
- Craton du Yangtze (Chine du Sud)

- Craton indien
  - Craton de Dharwar (Inde)

### Antarctique
- Craton d'Antarctique orientale